# Nicole Loeser
Nicole Loeser (* 1974 in Pößneck) ist eine deutsche Kuratorin und Hochschullehrerin. Seit 2020 ist sie Dozentin für Social Entrepreneurship an der design akademie berlin, SRH Hochschule für Kommunikation und Design.

## Leben
Nicole Loeser verbrachte ihre Kindheit in einem thüringischen Dorf, später zog ihre Familie nach Ost-Berlin. Nach dem Gymnasium nahm sie ein Studium der Musikwissenschaften, Kulturwissenschaften und Betriebswirtschaftslehre an der Humboldt-Universität zu Berlin auf. 1997–2001 studierte sie Freie Kunst. 2020 erhielt sie einen Master of Business Administration in Digitale Transformation von der Fachhochschule des BFI Wien.
Sie realisierte bisher mehr als 300 interdisziplinäre Projekte. Ihrem Verständnis nach bieten Praktiken der Bildende Kunst wie Ausstellungen, Performances und Interventionen Gelegenheit zum öffentlichen Diskurs. Daher präsentiert sie Kunstwerke in Verbindung mit Vermittlungsprogrammen wie Festivals, Vorträgen, Workshops, Diskussionen und Veröffentlichungen, um die Gesellschaft zum Austausch zu motivieren und gemeinsame Lernprozesse zu fördern. Ihre Arbeit integriert künstlerische Forschung zu den Themen Neurowissenschaften, Soziale Innovation, Systemtheorie, Nachhaltigkeitswissenschaft, Digitale Transformation sowie Ausstellungstheorie und -praxis. Als Kritikerin publiziert sie Bücher und Kataloge und schreibt regelmäßig für Zeitschriften und Publikationen.
2007 wurde sie zur Direktorin der Galerie artMbassy ernannt. Sie war verantwortlich für zahlreiche internationale Kunstprojekte und Ausstellungen, u. a. Patti Smith und Steven Sebring im Jahr 2008, die gemeinsam Sebrings Filmdokumentation über die Sängerin bei der Berlinale, den Internationalen Filmfestspielen Berlin, debütierten. Sie kuratierte die ersten europäischen Ausstellungen für den Fotografen Edward Mapplethorpe, den jüngeren Bruder des verstorbenen Robert Mapplethorpe. 2009 gründete sie die Galerie WHITECONCEPTS - Finding contexts for contemporary art, die bis zur Schließung wegen der COVID-19-Pandemie in Deutschland im Jahr 2020 mehr als 80 Ausstellungen organisierte und an mehr als 30 Messen weltweit teilnahm. 2012 trat sie dem Beirat der Kunstmesse Art Market Budapest bei. Seit 2017 leitet sie das Institute for Art and Innovation in Berlin.

## Kuratorische Tätigkeit
Als Kuratorin war Nicole Loeser an Museumsausstellungen beteiligt (z. B. Centre of Polish Sculpture, Oronsko; Museum of Vojvodina, Novi Sad; Saarlandgalerie - Europäisches Kunstforum, Berlin, Zsilip-Synagoge und Jüdisches Zentrum, Budapest). Zudem organisierte sie Projekte für Kunstvereine wie SAVVY Contemporary, MicaMoca e.V., Kunstverein Tiergarten u. a.
In ihrer kuratorischen Praxis konzentriert sie sich auf kulturelle und soziale Systeme, die konstruierte und gebaute Umwelt, virtuelle Realität sowie die natürliche Umwelt.
Ihre Ausstellung „The End of the Dream“ (2011) wurde in einer nicht mehr existierenden, 4000 Quadratmeter großen ehemaligen Tresorfabrik gezeigt und präsentierte ortsspezifische Werke von 35 Berliner Künstlern, darunter Nezaket Ekici, Via Lewandowsky und Hajnal Németh, die im selben Jahr ihre Einzelausstellung im ungarischen Pavillon auf der Biennale di Venezia zeigte. Die Ausstellung fokussierte auf Gentrifizierung, globale Finanzstrukturen sowie lokale Politik im Hinblick auf den städtischen Wandel. Innerhalb von vier Tagen nahmen mehr als 5.000 Besucher an Theateraufführungen, Workshops und Konzerten teil.
Ihre Ausstellung „The Golden Cage“ (2012) führte die Öffentlichkeit in Werke von 30 Künstlern ein (u. a. Esther Shalev-Gerz, Christin Lahr, Joseph Beuys und Philipp Ruch) und bezog sich auf die Auswirkungen der Globalisierung, einschließlich der Risiken miteinander verbundener Finanzsysteme, um aufzuzeigen, wie Künstler zukünftige Trends einschätzen. In begleitenden, interaktiven Veranstaltungen diskutierten Experten wie Gesine Schwan und Joseph Vogl über die Zukunft der Finanzsysteme und welche Rolle die Künste bei der Bewusstseinsbildung und der Förderung des systemischen Wandels spielen könnten.
2012 übernahm Nicole Loeser die Kuration für die Ausstellung „IMPOSSIBLE“, ein Projekt für das chinesische Kulturjahr 2012 in Deutschland, das Werke chinesischer Künstler, u. a. Xing Danwen, Ni Haifeng und Yingmei Duan präsentierte, deren Arbeiten sich mit Situationen in ihrem Heimatland auseinandersetzten, in denen radikale Veränderungen zu einer alltäglichen Erfahrung wurden.
2016 lud sie polnische und deutsche Kunststudenten ein, über die soziale, politische und wirtschaftliche Situation sowie die vorherrschenden Krisen in Europa zu reflektieren. Das Ausstellungsprojekt mit dem Titel „WHO WANTS TO DIE?“ erörterte „Pazifismus“ als zentrales Motiv und konstituierenden Moment einer gesellschaftskritischen Debatte über die soziale Ordnung und ihre Transformation, die eine junge Generation dazu veranlasst hatte, politisch engagierte Kunst zu schaffen.
2017 bis 2019 wurde sie als Projektleiterin des EU-Projekts „The Universal Sea“ im Rahmen des Creative Europe Programms berufen. Das Projekt untersuchte neue Kollaborationsmodelle zwischen Kunst, Wissenschaft, Technologie und Wirtschaft. Zusammen mit der Öffentlichkeit wurden Lösungen zur Bekämpfung der Plastikepidemie in den Gewässern vorangetrieben. Das Projekt brachte mehr als 1000 Künstler und Unternehmer zusammen sowie 75 Institutionen, 20 Universitäten und 11 Festivals und wurde als Buch dokumentiert.
2018 übernahm sie die Rolle der Chefkuratorin für ein Projekt, das in Zusammenarbeit mit Neurowissenschaftlern der Berlin School of Mind and Brain mit Unterstützung der Einstein Stiftung Berlin und des Senat von Berlin realisiert wurde. „Watch Your Bubble!“ bot eine interdisziplinäre und diskursive Plattform zur Reflexion und Diskussion auf Basis interaktiver Installationen, Performances, Workshops und einer Konferenz. Über die disziplinären Grenzen von Philosophie, Sozialpsychologie, Neurowissenschaften und Ästhetik hinweg betrachtete das Projekt die komplexen Ursprünge sozialer und persönlicher Identitäten als konstitutive Verfahren der Abgrenzung. 28 künstlerische und wissenschaftliche Forscher, darunter Carolyn Christov-Bakargiev, Casey Reas, Vittorio Gallese, Vincent Hendricks, Jesse Prinz, und Andreas Roepstorff hatten zur Realisierung beigetragen.
2019 trat Nicole Loeser „The Third Paradise“, einer wichtigen Multi-Stakeholder-Plattform, als Kuratorin bei. Sie wurde vom renommierten italienischen Künstler Michelangelo Pistoletto und der Cittadellarte Foundation initiiert. Jährlich werden in Budapest gemeinsame Social-Art-Performances (s. Kunst im Sozialen) und Design-Sprint-Sessions zwischen öffentlichen und privaten Organisationen durchgeführt. Das Forum zielt darauf ab, sich in verschiedenen Bereichen mit täglichen Praktiken der Nachhaltigkeit zu befassen, um die SDGs (dt. Ziele für nachhaltige Entwicklung) zu erreichen.
2020 übernahm Nicole Loeser das Projektmanagement des Accelerator Programms „Plastic Revolution“, das mit den Teilnehmenden positive Narrative und innovative Lösungen für die Plastikepidemie erarbeitete, indem es vom Problembewusstsein auf nachhaltige Handlungsoptionen und -empfehlungen überging.
Im Frühjahr 2020 gründete sie zusammen mit Angelica Böhm das ArtForFuture Lab an der Filmuniversität Babelsberg Konrad Wolf. Im Zentrum der künstlerischen Arbeit stehen virtuelle Future-Prototyping-Workshops für Kreative und Unternehmer, um sich mittels Future Literacy und u. a. Methoden des Worldbuilding und Design Thinking positive Zukunftsszenarien zu entwickeln.

## Publikationen
- Social Art Award 2021, Autor, Hrsg. Institute for Art and Innovation, Berlin, 2021, ISBN 978-3-9819114-3-5.
- Social Art Award 2019, Co-Autor, Hrsg. Institute for Art and Innovation, Berlin, 2020. ISBN 978-3-9819114-2-8
- Franco Borgogno and Nicole Loeser, Interview. In: Plastica. La Soluzione Siamo Noi. Nutrimenti, Rom, 2020. EAN 9788865947753
- Can Art Be A Catalyzer For Change? In: Danube Dialogues 2019 – Contemporary Art Festival of the Danube countries, Ausstellungskatalog. Hrsg. Bel Art Gallery, Novi Sad, 2020.
- The Universal Sea – Pure or Plastic !? – The Art And Innovation Guide Against The Plastic Epidemic, Co-Autor, Hrsg. Foundation for Entrepreneurship – Faltin Stiftung & The Institute for Art and Innovation e.V., Berlin, 2019.
- The Art of Mike Dargas, Hrsg. Opera Gallery, Hongkong, 2018[16].
- (Hrsg.): Wanda Stang, Monograph, Hrsg. WHITECONCEPTS, Berlin, 2017.
- Social Art Award 2017, Co-Autor, Hrsg. Institute for Art and Innovation, Berlin, 2017. ISBN 978-3-9819114-0-4
- WHO WANTS TO DIE?, Ausstellungskatalog, Hrsg. WHITECONCEPTS, Berlin, 2017.
- Power - Andy Wengel, Ausstellungskatalog, Hrsg. WHITECONCEPTS, Berlin, 2017.
- Mike Dargas, Ausstellungskatalog, Hrsg.  Opera Gallery, London, 2016.
- (Hrsg.): Choreographies in painting in: Timecodes – Ruth Biller, Hrsg. Anna Laudel Contemporary, Istanbul/TR, Kerber Verlag, Bielefeld 2016, ISBN 3-7356-0351-3.
- On the facts of life. In: Sustainable art. Facing the need for regeneration, responsibility and relations, Hrsg. University of Wroclaw, Tako Publishing House & Polish Institute of World Art Studies, Warschau-Torun/PL, 2015. ISBN 978-83-62737-89-5
- (Hrsg.): Franziska Rutishauser, Monographie, Hrsg. WHITECONCEPTS, Kerber Verlag, Bielefeld, 2014. ISBN 3-7356-0057-3
- Art support. In: Swiridoff Magazine, Magellan Verlag, Wien, 2014.
- (Hrsg.): Elmar Hess – Monographie, Hrsg. WHITECONCEPTS, DISTANZ Verlag, Berlin, 2013. ISBN 978-3-95476-063-3
- (Hrsg.): André Wagner – Visions of Time, Monographie, DISTANZ Verlag, Berlin 2013, ISBN 3-95476-015-0.
- Phänomene des Inneren. In: Von Momenten, Ausstellungskatalog, Berlin, 2013.
- The universe is built on a plan, Co-Autor, Hrsg. SAVVY Contemporary, Berlin, 2012.
- Collectors as patrons. In: ARTINVESTOR Magazine, 05/2012, Finanzen Verlag, München, 2012.
- At a future time. In: Katrin Korfmann – Count for Nothing, Hrsg. d‘ jonge hond Publishers, Amsterdam, 2009. ISBN 978-90-8910-223-2